# ゆーゆる執行部
ゆーゆる執行部（ゆーゆるしっこうぶ、YU-YURU Executive Office）は、bomiによる日本の漫画作品。角川書店発行の月刊少年エースにて2009年12月号から2012年8月号まで、4コマnanoエースにて番外編が2011年Vol.1号から2012年Vol.14号まで連載された。

## ストーリー
私立水浜命立学園中等部に入学した雪丸花は、ヒョンなことから、学園の名物執行部の会計に任命されてしまう。

## 登場人物

### 執行部
飛鳥田 梅（あすかだ うめ）
私立水浜命立学園高等部2年生。身長は141cmくらい。
地縛霊で、執行部の生徒会長をしている。金髪で髪は二つに結んでいて、髪の毛を結んでいるリボンをほどくと小さくなる。我がままな性格で、おやつをねだったりする。クリームパンが好きでその前は10年ほどすこんぶばかり食べていた。3食ほぼクリームパンか、カップヌードル。メロンパンも好きらしい。辛い物が苦手で、学食のカレーライスが嫌い。また、地震も苦手で本人はクリームパンに紛れ込んだ、ジャムパンのような恐ろしさと例えている。地震が起こると、水に飛び込んだり、窓から飛び降りたり、クリームパンのやけ食いにはしる。知識が古く、AEDを箱型防空頭巾といっていた。
学園内での人気が高く、『梅萌え隊』という、組織が存在する。日中はほとんど寝ている。
生徒会室のPCとは相性が悪いがゲームの中に入ることはできる。
自分が幽霊であることを、隠そうとするが、学園の生徒にはすでにばれている、猫と幽霊が嫌いで、猫を見つけたり、幽霊の話をしたりすると、鬼火がでる。
また、空中を、浮遊することもできる。風邪をひくと、生前のお嬢様のような性格になるが、甘いものを食べると元に戻る。
校長曰く、我がままで自分勝手で食いしん坊な人。
胸が小さいことを悩んでいる。
雪丸 花（ゆきまる はな）
私立水浜命立学園中等部1年生。身長は163cmくらい。主人公。会計。
真面目で照れ屋な性格。身長がコンプレックス。
家庭の医学に手書きで書かれた幽霊症候群を信じたり、クワガタをコンセントにさすなど少し天然なところがある。
一人だけ梅の正体にきずいておらず、美桜や勇は花に隠して面白がっているが花は気付いていない。
PCの扱いが得意。幽霊が苦手らしく、遊園地のお化け屋敷に入ったら倒れてしまった。
風邪を引いた時の梅のような大人になりたいらしい。
沢地 美桜（さわち みおう）
私立水浜命立学園高等部2年生。身長は166cmくらい。副会長。
梅の親友的存在。花に梅の正体を隠して面白がっている。性格は少し黒い部分がある。
妄想癖があり、主に、寂しい時に妄想しており、そのため、文系っ子といわれたことがある。
太りやすい体質らしく、痩せる為に昼食を抜くこともある。
南井 つくし（みない つくし）
私立水浜命立学園高等部1年生。身長は159cmくらい。
腐葉土の真似をしたり、懸垂幕に意味不明なことを書いたりと、色々謎な執行部書記。よく「何者なのか?」と疑問がられる。
主に梅にジャージからクリームパンを出して与えており、このジャージには傘やキャビア、蛙などいろいろなものが入っている。
体調が悪いとジャージから目的のものが出てこない。
計算がとても速く正確。
黒肘 芹（くろひじ せり）
執行部の顧問で世界史担当。身長は171cmくらい。
アルコールが好きらしく本人曰く、「命のガソリン」。ゲームが好きで、執行部室でよくプレイしているが美桜に没収されることがある。
教育実習生の時、調子がでず、結婚を申し込まれたりしていて、教師になるのを、諦めかけていたが、梅のある言葉で、考えを改めて教師になったらしいが梅はこのことを覚えていない。
見星 楓（みほし かえで）
私立水浜命立学園中等部1年。病弱で、1年程休学していたので本当なら2年生。執行部雑務。
恥ずかしがりやで、常にウサギの仮面をかぶり、顔を隠している。変わった生き物に関して詳しい。

### 心霊写真部
石森 勇（いしもり いさむ）
私立水浜命立学園中等部1年。
花の友達で心霊写真部員。花が執行部に入ったときと、同じような展開で心霊写真部の部長を助けようとして、勧誘され『写真部』だと思って入部した。
花には、『シモリ』とよばれている。胸のことで梅と張り合っていたりと、梅に対する態度は、若干ドライ。
かなりの頻度で執行部室に来ている。
柳 亜月（やなぎ あつき）
私立水浜命立学園中等部3年。
使用するカメラは、暗がりの霊でも捕らえるISO102400相当の高感度に、浮遊霊の動きを捕らえる秒速10コマの高速度撮影を搭載した霊体仕様のカメラだが勇には「カメラの無駄遣い」と思われている。
兎野 禾穂（うの かほ）
心霊写真部メンバーだが、以前は写真部員で写真コンクールに入選したことがあるらしい。それを聞いた勇に「才能の無駄遣い」と思われている。
使用するカメラはごく普通のデジタルカメラ。
眞竹 美夜（さなたけ みや）
心霊写真部の部長で高等部2年生。
部長自身はカメラを持たず、写真も撮らない。撮影した写真を心霊写真かチェックする係。
プリンが好物。校内で遭難したことがある。
脈が弱いらしい。

### 化学部
部長（ぶちょう）
拝金主義者で梅が幽霊だということを証明して部費を3倍にしてもらうため研究を行っている。
化学パンチ、化学チョップ、化学キックなどを多用する。
化学部の部長。
部員A（ぶいん えー）
化学部の部員。
拝金主義者で将来の目標は「まったく歳をとらないアンチエイジなコスメを作ってがっぽがっぽ」。
そのために化学部に入部した。

### その他
望月 あやめ（もちづき あやめ）
高等部2年B組の生徒で美桜の知り合い。
自称「もっちゃん」
見星 椛
15歳で楓の姉。
非常に小さい。

## 用語

### 私立水浜命立学園
主人公の花が通う、中高一貫の名門女子高。亜月の「皆の恋をサポートしてる」という発言（第二十九項）と、女子高である事からそっちの人が少なからず存在しているようだ。

### 執行部
残念な生徒が集まる私立水浜命立学園の名物。書類の仕事からプール掃除、球技大会の打ち合わせなども行う。

#### 執行部室
執行部の部室。窓は出窓で、黒板、ホワイトボードがある。

##### 執行部室の物
パソコン
執行部室のPC。梅と相性が悪く、何枚ものお札で封印されている。
電源が付いているときに、梅が部屋に入ってくると、画面から無数の梅が飛び出してくる。
機種名はX68000。
電気ポット
執行部室の電気ポット。
チョコバナナが入っていた。

### 梅萌え隊
梅に萌え生徒の3人組。梅にお菓子を与えたり、熱い視線を送ったりもする。
半年前、3人とも梅につまずいた事がきっかけで結成。

## 単行本
角川コミックス・エース・エクストラより発売。全3巻。
1. 2010年12月4日初版発行 ISBN 978-4-04-715596-1
2. 2011年12月3日初版発行 ISBN 978-4-04-120027-8
3. 2012年8月3日初版発行 ISBN 978-4-04-120347-7